# White Pine (Tennessee)
White Pine – miasto w Stanach Zjednoczonych, w stanie Tennessee, w hrabstwie Jefferson.